# Jane Wallis Burrell
Jane Wallis Burrell (Dubuque, 22 de septiembre de 1911-Aeropuerto de París-Le Bourget, 6 de enero de 1948) fue una oficial de inteligencia estadounidense durante la Segunda Guerra Mundial y la primera parte de la Guerra Fría. Estudió en Estados Unidos, Canadá y Francia en la década de 1930 y viajó mucho por Europa. Wallis Burrell más tarde se convirtió en ama de casa antes de unirse a la Oficina de Servicios Estratégicos (OSS) como empleada en 1943. Su trabajo en análisis fotográfico fue elogiado y fue elegida para unirse a la nueva Rama de Contraespionaje X-2. Se trasladó a Londres en diciembre de 1943 y siguió al Sexto Grupo de Ejército de Estados Unidos a Francia y Alemania en los años siguientes. El trabajo de Wallis Burrell con agentes dobles ayudó a engañar a las fuerzas alemanas antes de la liberación de Brest (Francia).
Después de la rendición alemana, localizó e interrogó a funcionarios nazis y recuperó monedas de oro falsificadas. Trabajó para las organizaciones sucesoras de la OSS, la Unidad de Servicios Estratégicos y el Grupo Central de Inteligencia antes de unirse a la Agencia Central de Inteligencia en su creación en septiembre de 1947. Mientras volaba de regreso a París desde Bélgica por asuntos oficiales en enero de 1948, su avión se estrelló y murió, convirtiéndose en el primer oficial de la CIA que muere en el cumplimiento de su servicio.

## Primeros años de vida
Jane O'Neil Wallis nació en Dubuque, Iowa, en 1911. Era hija del editor de un periódico, escritor y político local James Harold Wallis. La familia se mudó a Washington D. C., en 1921, cuando Wallis se convirtió en redactor de discursos de Herbert Hoover, quien entonces era Secretario de Comercio de los Estados Unidos. Wallis se graduó de la Escuela Holton-Arms, una escuela para niñas que entonces estaba ubicada en Washington D. C., en 1929. Luego estudió literatura francesa e inglesa en el Smith College de Northampton, Massachusetts. Fue presidenta del club francés de la universidad y estudió en el extranjero en Montreal, Grenoble y en la Sorbona de París. Durante este tiempo viajó mucho, visitando también Alemania, Italia y España.
Wallis se graduó en 1933 y se fugó con David Burrell para vivir en el estado de Nueva York, donde su familia tenía un negocio de máquinas lecheras. Luego fue ama de casa, pero la pareja no tuvo hijos. Wallis Burrell estudió lengua francesa y literatura inglesa en la Universidad de Columbia de Nueva York entre 1936 y 1937.

## Segunda Guerra Mundial
Wallis Burrell solicitó un puesto en el gobierno de los EE. UU. en 1941 y en 1943 se mudó a Washington D. C., cuando su esposo, que se había unido a la Armada de los Estados Unidos, fue asignado a la Estación Aérea Naval de Anacostia. En marzo de 1943, Wallis Burrell fue nombrado empleada júnior en la agencia de inteligencia recientemente creada, la Oficina de Servicios Estratégicos (OSS), con un salario anual de 1440 dólares (los hombres en el mismo puesto ganaban 4600 dólares). Wallis Burrell fue asignada a la Sección de Registros Pictóricos, ayudando a analizar más de un millón de fotografías de antes de la guerra de la Europa ahora ocupada por los nazis. Estos se utilizaron para desarrollar mapas e identificar objetivos potenciales; su familiaridad con Europa la ayudó en este papel.  El trabajo de Wallis Burrell en este campo atrajo la atención de James R. Murphy, jefe de contrainteligencia de la OSS. En 1943 fue puesta a cargo de la recién fundada División de Contraespionaje X-2, a la que Wallis Burrell y Eloise Page se unieron y ayudaron a establecer.
En julio de 1943, le dijeron a Wallis Burrell que la trasladarían al extranjero. Fue enviada a Londres en diciembre de 1943. Desde 1944 fue asignada como oficial de casos y desde mayo de ese año formó parte del equipo de inteligencia asignado al Sexto Grupo de Ejército de Estados Unidos. Tras la invasión de Francia el 6 de junio, trabajó en Normandía. Como parte del Sistema Double-Cross, operó a un agente español, Juan Frutos, y le ordenó que proporcionara información falsa a los nazis sobre las posiciones de las tropas antes de la liberación de Brest. Durante la guerra, tuvo posesión de una carta escrita por el jefe de seguridad alemán Reinhard Heydrich al comandante de las SS Heinrich Himmler el 31 de diciembre de 1934; guardó la carta como recuerdo pero nunca habló de cómo la obtuvo.

## Posguerra
En el período posterior al 8 de mayo de 1945, la rendición alemana, Wallis Burrell operó en la Alemania ocupada por los aliados. Desde el 17 de mayo estuvo basada en Múnich, donde trabajó con un agente alemán al que había recurrido para localizar a funcionarios alemanes de alto rango. También participó en el interrogatorio de funcionarios nazis capturados en un centro de interrogatorios en Wiesbaden. Wallis Burrell también trabajó con otros agentes del X-2 para localizar monedas de oro falsificadas arrojadas por las SS en el lago Toplitz, Austria. Parte de su papel fue también el de enlace con el programa de Monumentos, Arte y Archivos, que intentaba recuperar obras culturales saqueadas por los nazis.
La OSS se disolvió en octubre de 1945 y sólo uno de cada tres oficiales X-2 en el extranjero fue seleccionado para servir en la sucesora Unidad de Servicios Estratégicos (SSU), Wallis Burrell fue uno de ellos. Regresó a Washington D. C., en noviembre de 1945. Wallis Burrell se separó de su marido en enero de 1946; no estaban de acuerdo sobre la intención de ella de regresar a Europa con los servicios de inteligencia, ya que él quería continuar con el negocio familiar. El 6 de mayo de 1946, aprobó un curso de adoctrinamiento de la SSU y fue ascendida al grado P-2 y su salario aumentó a 2980 dólares. Wallis Burrell regresó a Francia con la SSU en julio y luego trabajó para ella y sus organizaciones sucesoras como oficial de operaciones, aunque su función oficial era la de oficial de informes. Se unió al Grupo Central de Inteligencia en octubre de 1946, convirtiéndose en parte del 40% de los oficiales extranjeros de la SSU que se retendrían.

## Muerte y legado
Wallis Burrell se unió a la Agencia Central de Inteligencia cuando se estableció en septiembre de 1947. Uno de los agentes estadounidenses en tiempos de guerra, George Spitz, fue arrestado en Bélgica y acusado de colaboración con los ocupantes alemanes. Wallis Burrell voló a Bruselas para dar testimonio de que había servido en el esfuerzo bélico de los aliados. Regresaba a París en un avión Douglas DC-3 de Air France el 6 de enero de 1948, cuando se estrelló mientras aterrizaba en el aeropuerto de París-Le Bourget. El avión rodó de costado y se incendió, matando a 15 de las 16 personas a bordo.
Por razones de seguridad, la CIA minimizó el papel de Wallis Burrell; en comunicados hechos a los medios, fue descrita como una empleada o mensajera que regresaba de vacaciones. Wallis Burrell fue en realidad la primera oficial de la CIA muerta en cumplimiento de su servicio, apenas 110 días después de que se estableciera la organización. La CIA no envió ningún representante a su funeral, por lo que el jefe de la estación de la CIA en París, Philip Horton, envió una nota de disculpas a su padre. Se determinó que Wallis Burrell no calificaba para el Muro Conmemorativo de la CIA ya que su muerte ocurrió en un vuelo comercial. Después de su muerte, sus padres establecieron una beca conmemorativa a su nombre en Smith College para ayudar a los estudiantes a pasar un año estudiando en Francia, y continuó hasta al menos 2016. El trabajo de Wallis Burrell sentó las bases para el enfoque de la CIA hacia la inteligencia antisoviética a principios de la Guerra Fría, particularmente en el reclutamiento y manejo de espías.